# فریسکو (تگزاس)
فریسکو، تگزاس(به انگلیسی: Frisco, Texas) شهری در ایالت تگزاس از ایالات جنوبی ایالات متحده آمریکا است. این شهر قسمتی از کلان‌شهر دالاس-فورت وورث است. در سرشماری سال ۲۰۰۰، جمعیت این شهر ۱۰۲۴۱۲ نفر اعلام شد.